# Mateo Kovačić
Mateo Kovačić  (n. 6 mai 1994, Linz, Austria) este un fotbalist croat, care joacă pe post de mijlocaș la Manchester City în Premier League. Pe plan internațional, are prezențe la națională pentru Croația U-17⁠(d), Croația, Croația U-19⁠(d) și Croația U-21⁠(d).

## Statistici carieră

### Cluburi
| Club          | Sezon         | Ligă    | Ligă   | Cupă    | Cupă   | Europa  | Europa | Total   | Total  |
| Club          | Sezon         | Meciuri | Goluri | Meciuri | Goluri | Meciuri | Goluri | Meciuri | Goluri |
| ------------- | ------------- | ------- | ------ | ------- | ------ | ------- | ------ | ------- | ------ |
| Dinamo Zagreb | 2010–11       | 7       | 1      | 2       | 0      | 0       | 0      | 9       | 1      |
| Dinamo Zagreb | 2011–12       | 25      | 5      | 7       | 1      | 12      | 1      | 44      | 7      |
| Dinamo Zagreb | 2012–13       | 11      | 1      | 1       | 0      | 8       | 0      | 20      | 1      |
| Dinamo Zagreb | Total         | 43      | 7      | 10      | 1      | 20      | 1      | 73      | 9      |
| Inter Milan   | 2012–13       | 13      | 0      | 1       | 0      | 4       | 0      | 18      | 0      |
| Inter Milan   | 2013–14       | 32      | 0      | 3       | 0      | –       | –      | 35      | 0      |
| Inter Milan   | 2014–15       | 35      | 5      | 1       | 0      | 8       | 3      | 44      | 8      |
| Inter Milan   | Total         | 80      | 5      | 5       | 0      | 12      | 3      | 97      | 8      |
| Real Madrid   | 2015–16       | 25      | 0      | 1       | 0      | 8       | 1      | 34      | 1      |
| Real Madrid   | 2016–17       | 27      | 1      | 6       | 0      | 6       | 1      | 39      | 2      |
| Real Madrid   | 2017–18       | 21      | 0      | 7       | 0      | 8       | 0      | 36      | 0      |
| Real Madrid   | Total         | 73      | 1      | 14      | 0      | 22      | 2      | 109     | 3      |
| Total carieră | Total carieră | 196     | 13     | 29      | 1      | 53      | 6      | 278     | 21     |

## Palmares

### Campionatele naționale
| Titlu         | Club          | Tara    | An   |
| ------------- | ------------- | ------- | ---- |
| Prva HNL      | Dinamo Zagreb | Croația | 2011 |
| Cupa Croației | Dinamo Zagreb | Croația | 2011 |
| Prva HNL      | Dinamo Zagreb | Croația | 2012 |
| Cupa Croației | Dinamo Zagreb | Croația | 2012 |

### Campionate internaționale
| Titlu                 | Club        | Sediul              | An   |
| --------------------- | ----------- | ------------------- | ---- |
| UEFA Champions League | Real Madrid | Italia, Milan       | 2016 |
| Supercupa Europei     | Real Madrid | Norvegia, Trondheim | 2016 |